# Castell d'Alcalá la Real

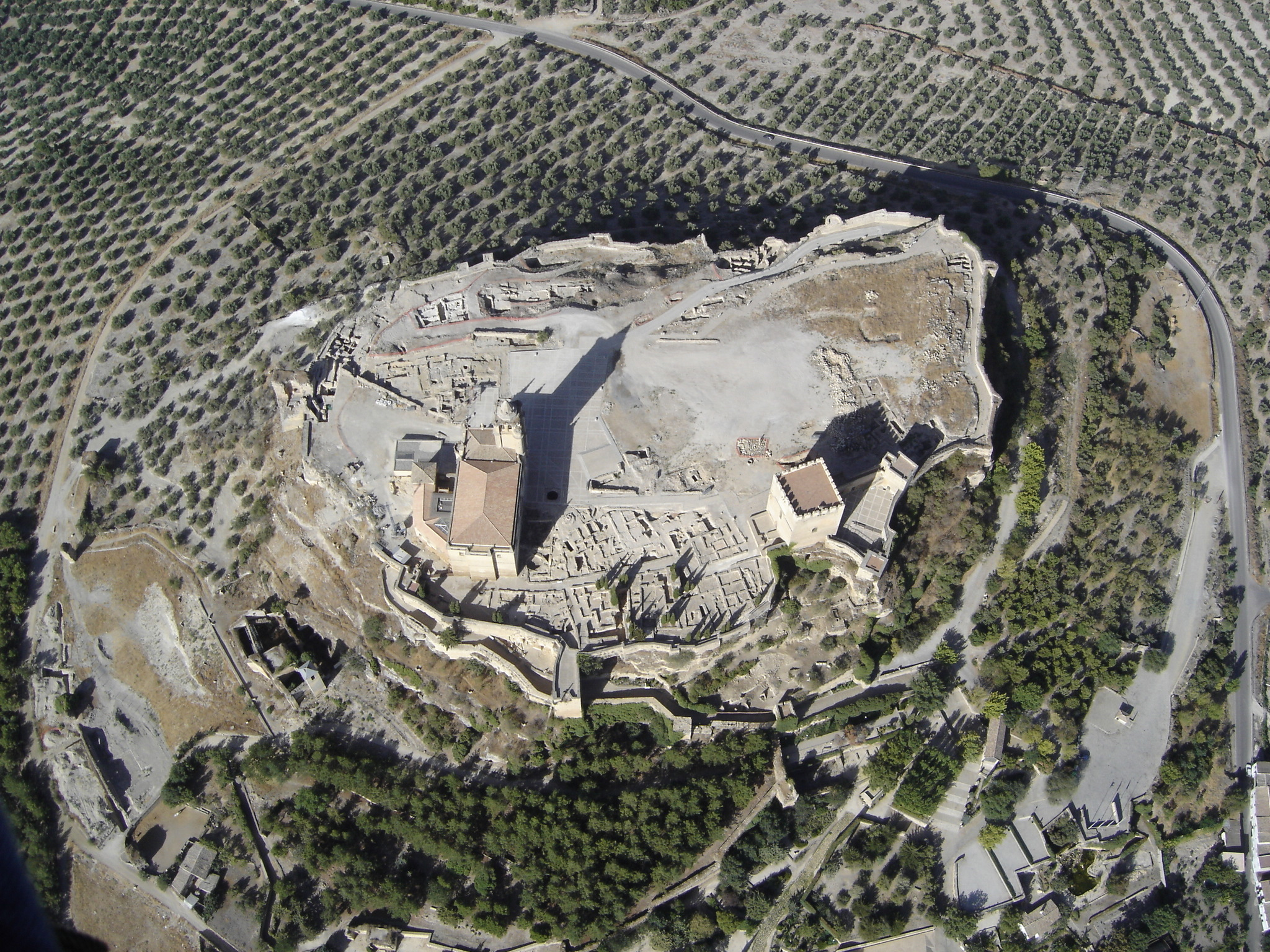
Vista aèria de la fortalesa de la Mota.

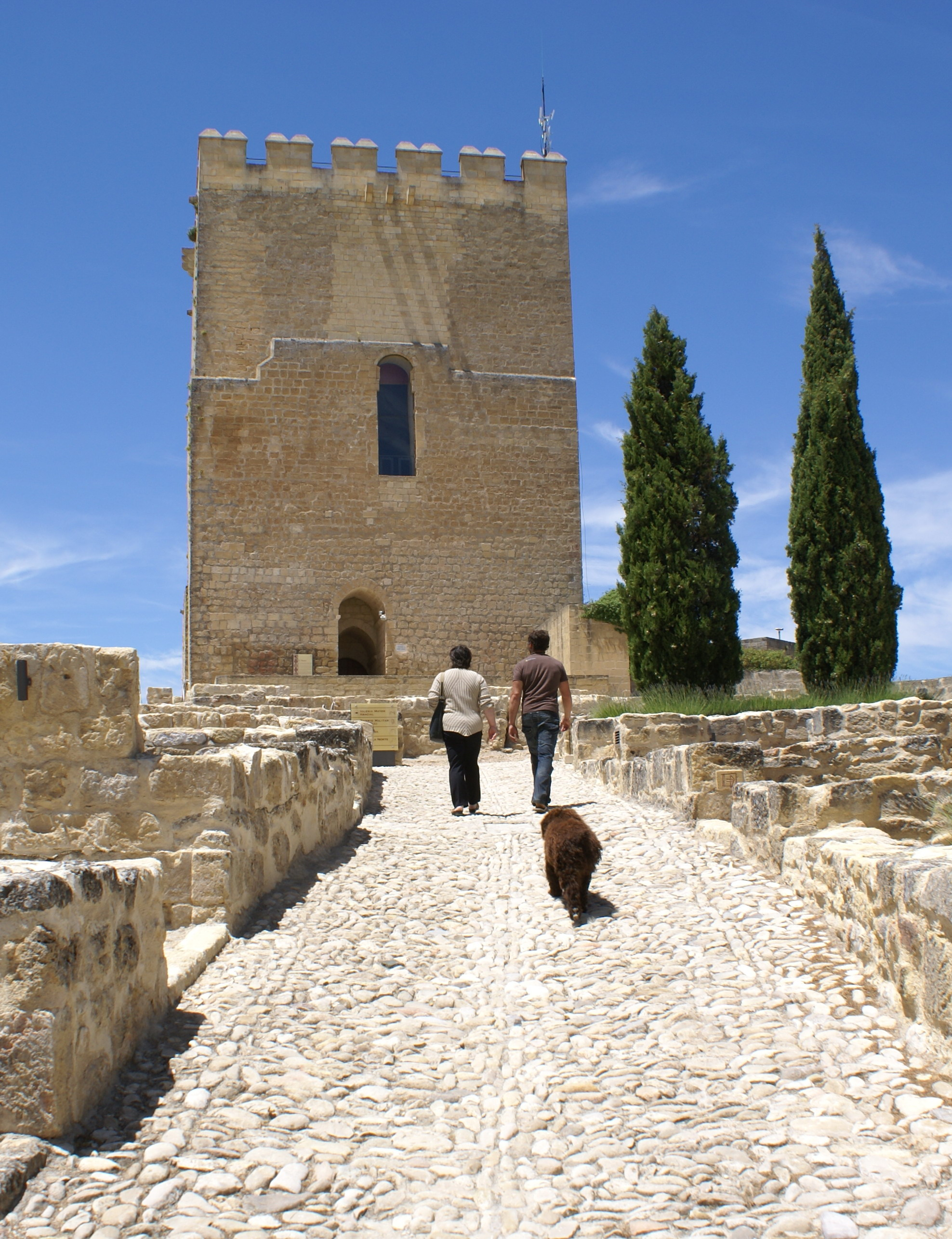
La Torre de l'Homenatge de l'alcàsser.

Castell d'Alcalá la Real o Fortalesa de la Mota és un recinte defensiu, situat en el turó de la Mota, a 1.029 msnm, a la ciutat d'Alcalá la Real, a la província de Jaén, datat de l'època nassarita (segles xiii i xiv), encara que presenta alguns trets anteriors.

## Història
El 713 dC/94 Hègira, amb la conquesta musulmana, la ciutat passa a denominar-se قلعة أسطلير (Qal'at Astalir), després, al segle ix, قلعة يحصب (Qal'at Yahsub) i, més endavant, a mitjans del segle xii قلعة بني سعيد (Qal'at Banī Sa'id), això és, "fortalesa dels Bani Sa'id o de la família Sa'id", també, abreviadament, القلعة Al-Qal'a, "la fortalesa", del que procedeix el seu nom actual. Segons alguns autors, la talaia-castell es va erigir a principis del s. VIII, pel mandatari granadí Badis Aben Habuz, com a defensa enfront de les corregudes de les hosts de Baeza, que estaven assentades en el Castillo de Locubín. Tanmateix, això va succeir, en realitat, en el s. XI, en l'època de les primeres taifes, en la qual va néixer i va morir el regne zirída berber de Granada. Se sap que abans, el 889, va ser el centre d'una de les rebel·lions muladís contra el Califat de Còrdova i que, més tard, va tenir un paper destacat en els enfrontaments entre els almoràvits i els reis de Taifes, època en què es reforcen els seus sistemes defensius i s'envolta tot l'espai habitat amb una nova muralla, aixecant-se una mesquita i un sistema complex d'accés a la part alta del turó, amb diverses portes controlades per torres albarranes.
En l'època almohade va patir els atacs dels berbers nord-africans per la seva rebel·lió manifesta i la seva constitució en senyoriu independent. Abd al-Malik ben Sa'id, el seu governador i cap del clan familiar, va pagar la seva rebel·lia amb el seu empresonament en una presó al Marroc durant poc temps. Després va tornar de nou a Alcalá lliure i obedient. Després de la batalla de les Navas de Tolosa (1212), el castell va ser objecte de diversos atacs que, segons alguns autors, van suposar el seu pas a mans cristianes i musulmanes alternativament. En aquesta fortalesa va tenir lloc l'anomenat Pacte d'Alcalá, entre Alfons X i Alhamar (1265), època en què estava sota control granadí. Entre mitjans del segle xiii i el XIV, es va organitzar un sistema defensiu de talaies-vigia que controlava la línia fronterera fixada en el Pacte de Jaén.
El 1340, Alfons XI va assetjar la ciutat, que va capitular vençuda manca d'abastiment alimentari el 1341, passant definitivament a ser un dels principals llocs fronterers del Regne de Castella enfront del Regne nassarita de Granada. Fins a la caiguda de Granada, el castell de la Mota va disposar de nombroses dotacions de Castella, realitzant-se algunes obres, com l'aixecament de l'anomenada "Torre Nova". No obstant això, una vegada conquistada Granada, la fortalesa es va anar abandonant gradualment i tot el sistema defensiu "va anar caient en l'estat d'incúria que arribaria al segle xviii, coincidint amb el despoblament de l'alcassaba pels ravals del pla".

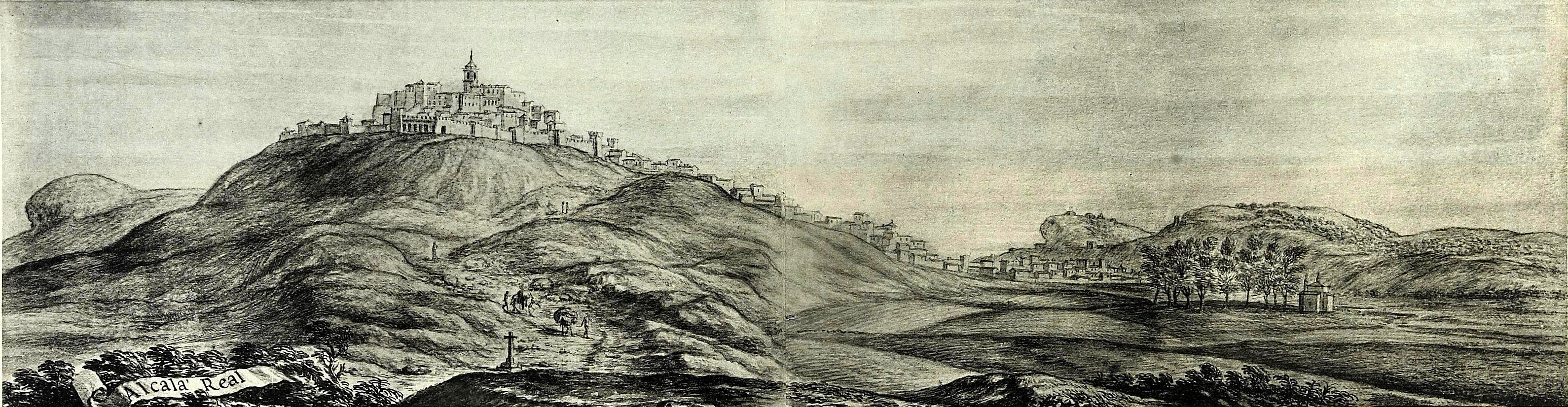
La ciutat va començar a traslladar-se des de la fortalesa al pla al

Ja al segle xix, les forces franceses van condicionar i van restaurar la fortalesa, construint un mur que anava des de l'alcàsser fins a la Torre de la Presó, circumdant la zona d'ocupació, que incloïa l'Església Major abacial. El 1812, en acabar la Guerra del Francès, l'Església Major, utilitzada com a magatzem, va ser incendiada, la qual cosa va provocar el desplomament de part de la volta, i es va provocar l'explosió del polvorí que albergava la Torre de la Presó, destruint gran part dels seus murs. La deterioració de la fortalesa es va agreujar per l'impacte d'artilleria en la guerra civil espanyola, i no es restauraria de nou fins temps recents.

## Descripció
El Castell d'Alcalá la Real, està disposat, com era usual a les ciutats-fortalesa andalusines, en tres recintes:
- El recinte exterior, format per les defenses de la medina, tancat per una àmplia tanca que disposava de diversos ravals, entre ells l'anomenat "Raval Vell", que es troba en un millor estat de conservació. El seu traçat original correspon als segles xi i xii i, actualment, queden en peu escasses restes de muralla. Aquesta muralla va estar inicialment construïda amb tàpia i argamassa, encara que sembla que va ser remodelada als segles xiii i XIV, revestint-la de murs de paredat.[7] Alguns autors, consideren que va haver-hi una altra a prop, encara més externa, que possiblement va ser una albacara de terra i fusta.[8]

- L'alcassaba, o recinte interior, que ocupa la totalitat de l'altiplà situat en el cim del turó de la Mota i que va ser el solar de la ciutat original, envoltada d'una muralla. En el seu moment, disposava de diverses portes que donaven accés al recinte interior: La "Porta de Sant Jaume" estava situada a l'extrem nord-oest i comunicava directament amb l'exterior de la medina; la de "Sant Bartomeu" estava a l'extrem sud-oest i també accedia directament a l'exterior. No obstant això, l'accés principal pujava per l'anomenada "Cuesta de la Mota" i es realitzava a través de set portes, de les quals, en l'actualitat, només en resten tres dempeus. Per ordre accedim a una primera porta (desapareguda i sense nom conegut) i posteriorment a la porta "De Las Lanzas", protegida per una torre albarrana. Seguidament la monumental porta en replec, anomenada "Porta de la Imagen", amb doble arcada mixta de mig punt (el primer d'ells) i de ferradura (el segon). És molt similar a la Porta de la Justicia de l'Alhambra.[9][10] Després d'aquesta, figuraven les desaparegudes "Porta del Pendón" i "De Aguilera". I, després, s'havia encara de creuar la "Porta del Peso de la Harina", que era la que comunicava l'alcassaba amb la plaça alta i on es procedia al pagament d'aranzels d'entrada a la ciutat.[11] Un últim accés passava per l'anomenat "Cañuto" o "Gaván", un passatge cobert que accedia al recinte emmurallat, i que va ser destruït per un terratrèmol al segle xvi.

- Finalment, l'alcàsser, últim recinte defensiu, se situava a la part més elevada de l'alcassaba, amb forma triangular o trapezoïdal (amb un dels seus costats molt reduït), amb la Torre de l'homenatge, la "Torre de la Campana" i la "Torre Mocha". L'accés a l'interior es realitzava a través d'una porta situada sota la torre de l'homenatge, d'estructura constructiva molt similar a la Porta Monaita de la capital del Regne de Granada.[12]

Tot el conjunt està edificat amb paredat i ha estat restaurat per la Junta d'Andalusia. Alguns autors mantenen que es podria haver construït originalment en tàpia, encara que durant les restauracions realitzades no es va detectar cap prova que ho confirmés.